# Karoline Offigstad Knottenová
Karoline Offigstad Knottenová (* 6. ledna 1995 Tromsø) je norská reprezentantka v biatlonu.
Biatlonu se věnuje od roku 2002. Ve světovém poháru debutovala v prosinci 2018 ve sprintu v Pokljuce.
Ve Světovém poháru ve své dosavadní kariéře nevyhrála žádný individuální závod. Jejím nejlepším výsledkem je druhé místo ze sprintu z Östersundu v prosinci 2023. Dvanáctkrát triumfovala s norskou štafetou, poprvé ve švédském Östersundu v prosinci 2019.

## Výsledky

### Olympijské hry a mistrovství světa
| Sezóna  | Akce | Místo                | SP  | SZ  | HZ  | IZ  | ŠT  | SŠT | SZD | Věk    |
| ------- | ---- | -------------------- | --- | --- | --- | --- | --- | --- | --- | ------ |
| 2019/20 | MS   | Anterselva           | 75. | –   | –   | –   | –   | –   | –   | 25 let |
| 2020/21 | MS   | Pokljuka             | 41. | 42. | –   | –   | –   | –   | –   | 26 let |
| 2021/22 | ZOH  | Peking               | –   | –   | –   | –   | 4.  | –   | ×   | 27 let |
| 2022/23 | MS   | Oberhof              | 37. | 17. | 6.  | 21. | 6.  | –   | –   | 28 let |
| 2023/24 | MS   | Nové Město na Moravě | 33. | DNS | 19. | –   | 10. | 2.  | –   | 29 let |
| 2024/25 | MS   | Lenzerheide          | 44. | 51. | –   | –   | 2.  | –   | –   | 30 let |

Poznámka: Výsledky z olympijských her se do hodnocení světového poháru nezapočítávají; výsledky z mistrovství světa se dříve započítávaly, od mistrovství světa v roce 2023 se nezapočítávají.

## Vítězství v závodech světového poháru

### Kolektivní
| Č.  | sezóna    | datum              | místo                         | disciplína      |
| --- | --------- | ------------------ | ----------------------------- | --------------- |
| 1.  | 2019/2020 | 8. prosince 2019   | Östersund, Švédsko            | štafeta         |
| 2.  | 2019/2020 | 14. prosince 2019  | Hochfilzen, Rakousko          | štafeta         |
| 3.  | 2019/2020 | 17. ledna 2020     | Ruhpolding, Německo           | štafeta         |
| 4.  | 2019/2020 | 7. března 2020     | Nové Město, Česko             | štafeta         |
| 5.  | 2020/2021 | 13. prosince 2020  | Hochfilzen, Rakousko          | štafeta         |
| 6.  | 2021/2022 | 22. ledna 2022     | Anterselva, Itálie            | štafeta         |
| 7.  | 2022/2023 | 14. ledna 2023     | Ruhpolding, Německo           | štafeta         |
| 8.  | 2023/2024 | 29. listopadu 2023 | Östersund, Švédsko            | štafeta         |
| 9.  | 2023/2024 | 10. prosince 2023  | Hochfilzen, Rakousko          | štafeta         |
| 10. | 2023/2024 | 20. ledna 2024     | Anterselva, Itálie            | smíšená štafeta |
| 11. | 2023/2024 | 9. března 2024     | Soldier Hollow, Spojené státy | štafeta         |
| 12. | 2024/2025 | 30. listopadu 2024 | Kontiolahti, Finsko           | smíšená štafeta |